# Filippo Boniperti
Filippo Boniperti (Turín, Italia, 27 de septiembre de 1991) es un exfutbolista italiano que actualmente trabaja como ojeador en la Juventus. Es nieto del exjugador y expresidente de la Juventus Giampiero Boniperti, considerado uno de los mejores jugadores de la historia del club.

## Trayectoria
Filippo llegó a las categorías inferiores de la Juventus en 1997. Hizo su debut profesional con el primer equipo el 16 de diciembre de 2010 en un encuentro de la UEFA Europa League disputado en el Estadio Olímpico de Turín ante el Manchester City, partido que finalizó con empate a uno.
El 22 de mayo de 2011 realizó su estreno liguero ante el Nápoli en la última jornada de la temporada 2010/11, en sustitución de Simone Pepe.
Al término de la temporada fue cedido al Ascoli de la Serie B italiana, donde disputaría sólo 8 encuentros sin anotar ningún gol. En el mercado de invierno volvió a ser cedido, esta vez al Carpi de la Lega Pro Prima Divisione. En el verano de 2012 fue cedido al Empoli y en el mercado invernal fue de nuevo cedido, esta vez al Parma en copropiedad.

## Clubes
| Club     | País      | Año       |
| -------- | --------- | --------- |
| Juventus | Italia    | 2010-2011 |
| Ascoli   | Italia    | 2011      |
| Carpi    | Italia    | 2012      |
| Empoli   | Italia    | 2012-2013 |
| Parma    | Italia    | 2013      |
| Crotone  | Italia    | 2013-2014 |
| Gorica   | Eslovenia | 2014      |
| Mantova  | Italia    | 2014-2017 |
| Cuneo    | Italia    | 2017-2017 |